# Soufrière (Dominica)
Soufrière  es una localidad de Dominica capital de la parroquia de Saint Mark.

## Demografía
Según censo 2001 contaba con una población de 1.416 habitantes. La estimación 2010 refiere a  1.530 habitantes.